# 旗岡八幡神社

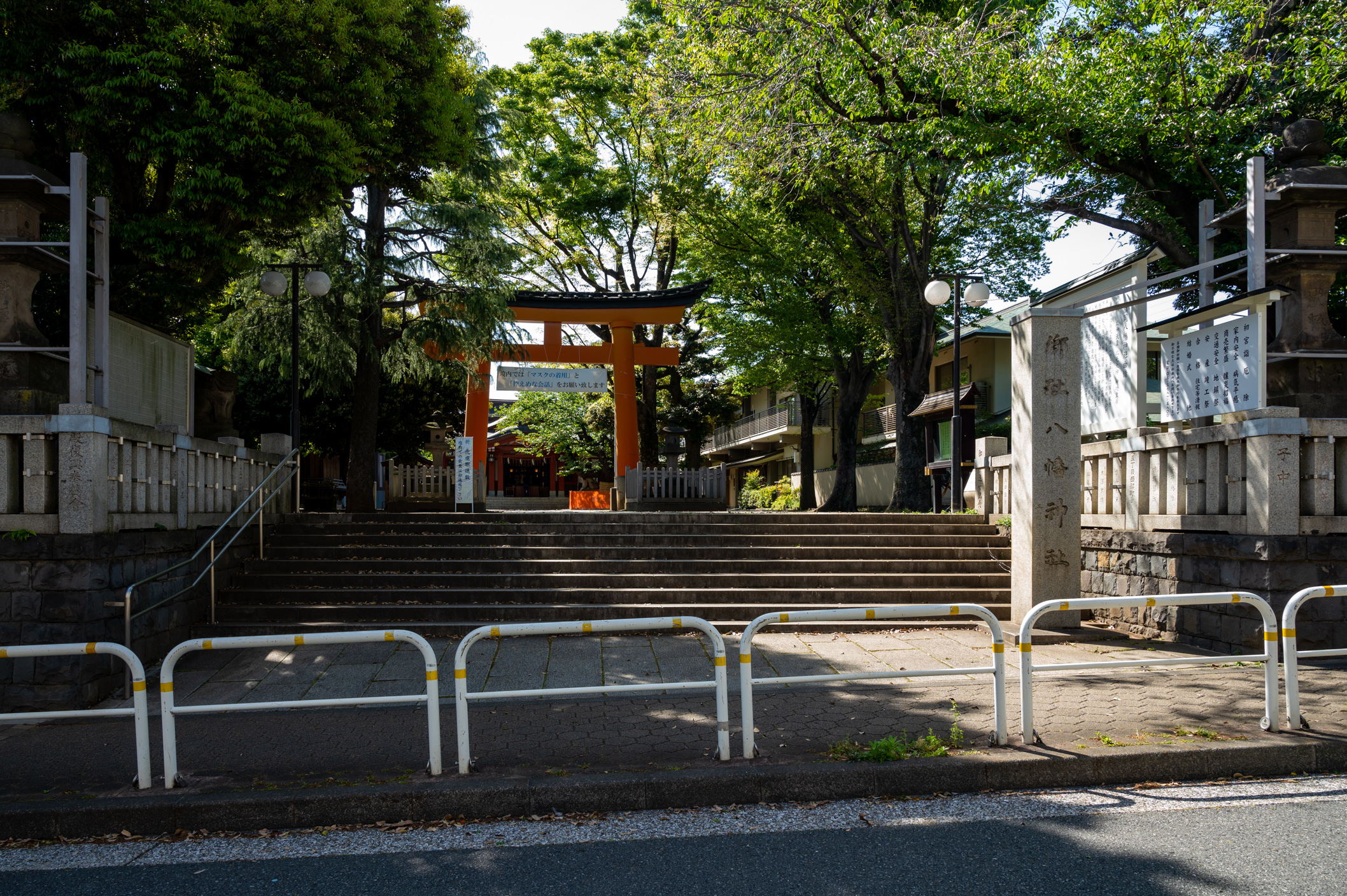
鳥居

旗岡八幡神社（はたがおかはちまんじんじゃ）、または旗ヶ岡八幡神社は、東京都品川区旗の台にある神社。

## 由緒
長元3年（1030年）に源頼信が当時下総国(現在の千葉県)において発生していた平忠常の乱を平定するために、下総に行く途中この地に宿営し霊威を感得して、この地に八幡大神を奉り戦勝を祈願したのが発祥とされる。当時この地に陣を張り、源氏の白旗をなびかせて武威を大いに誇ったという。そのことが現地名の「旗の台」や「旗岡」の名の由来になっているとされる。その後、鎌倉時代に入り、当地の領主・荏原義宗(源義家の末裔と言われている)によって社殿等が建立され、源氏の守護神のみならず地域の鎮守神とした。また荏原義宗は日蓮宗に篤く帰依し、息子を日蓮の高弟・日朗の弟子とさせた。息子は後に朗慶上人となり、荏原氏の館跡に法蓮寺を開山した。この寺院は長く隣接する旗岡八幡神社の別当寺となった。明治時代に別当は廃止されたが、現在でも当神社に隣接してある。また、旗岡八幡神社の前の道は鎌倉道のひとつで古来より鎌倉へと通じる道として知られていた。
その後の時代になっても人々からの信仰は厚く、江戸時代には2代将軍・徳川秀忠に祈願所とされたほか、特に弓術者から篤い信仰を得て、毎年2月15日には近郊の各地から武士が集まって境内で弓術の競射が行われるようになり、有名であった。試合後は一同に甘酒が振舞われたに由来して、現在でも2月になると『甘酒祭』が当神社内でとりおこなわれている。また江戸時代には『中延八幡宮』とも呼ばれ、『江戸名所図会』にもその名で描かれている。
その後、第二次世界大戦による戦災で拝殿等が焼失。（絵馬堂のみ残存）現在の社殿は昭和39年（1964年）に再建されたものである。

## アクセス

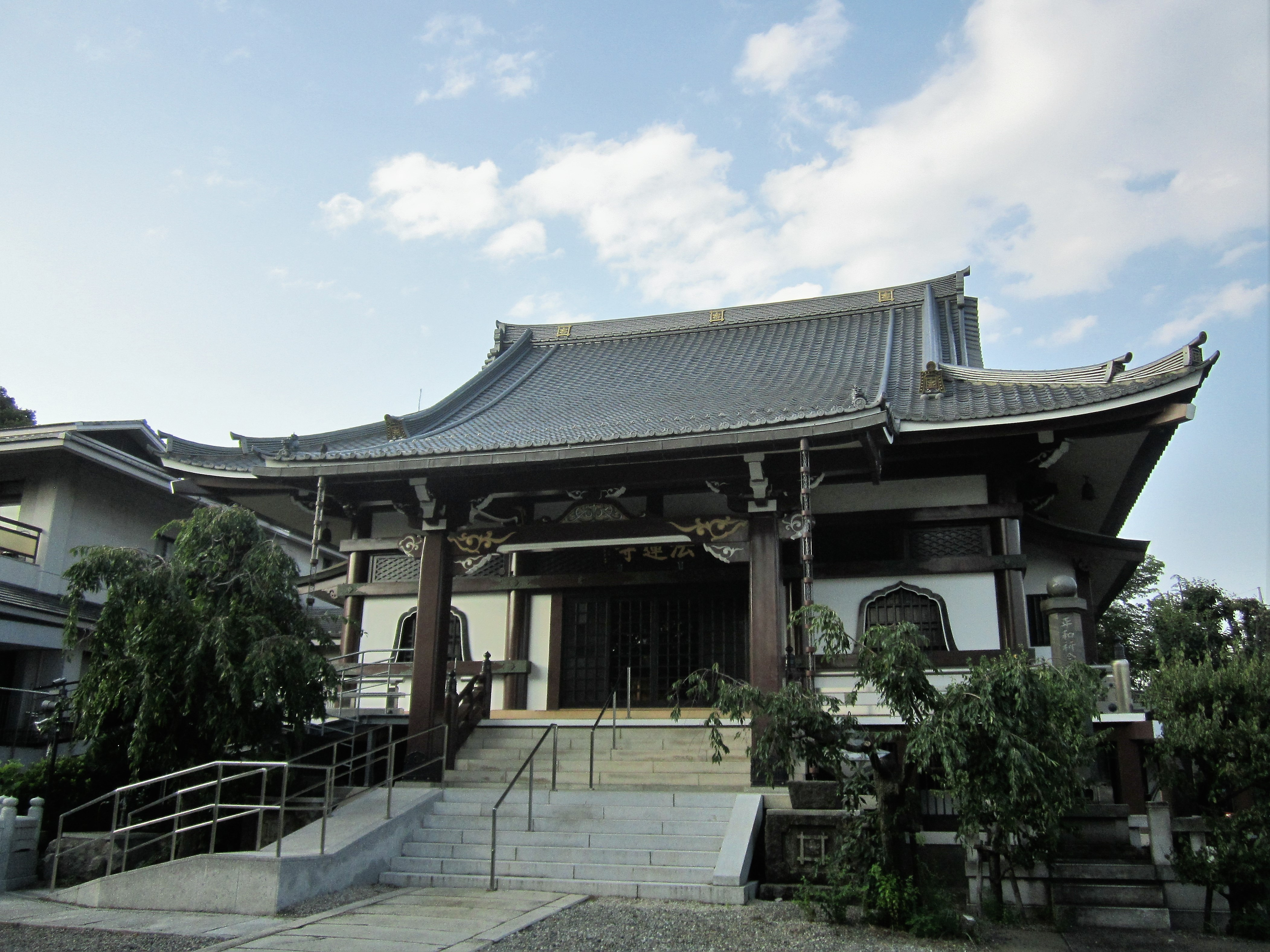
別当だった法蓮寺。旗岡八幡神社に隣接している。

- 東急大井町線・荏原町駅より徒歩2分。
- 拝観は無料。

## 氏子地域
- 品川区旗の台一丁目（全域）、二丁目1～8・9（一部）･13（一部）、三丁目（全域）、四丁目（全域）、五丁目（全域）、六丁目26～33
- 品川区西中延一丁目4～11、二丁目（全域）、三丁目（全域）
- 品川区中延一丁目～六丁目（全域）
- 品川区東中延一丁目～三丁目（全域）
- 品川区荏原六丁目（全域）
- 品川区戸越五丁目1･2･14･15、六丁目1～3･13～15･23
- 品川区豊町六丁目1～3、22～26
- 品川区西大井六丁目1（一部）
- 品川区二葉四丁目1～2･27

## 文化財
旗岡八幡神社絵馬殿国登録有形文化財（建造物）
旗岡八幡神社大絵馬品川区指定文化財（絵画）